# Baroque (videogioco)
Baroque (バロック?) è un videogioco di ruolo di tipo roguelike-dungeon crawler in prima persona sviluppato da Sting Entertainment, pubblicato esclusivamente in Giappone nel 1998 per Sega Saturn e successivamente convertito anche per la PlayStation nel 1999. Ne è stato poi realizzato un rifacimento in terza persona e dal gameplay maggiormente incline all'action RPG per la PlayStation 2 e per il Wii nel 2007 (nei mercati nordamericano ed europeo però è stato distribuito solo l'anno seguente). La versione per PlayStation è stata distribuita tramite PlayStation Network.
Dal videogioco sono stati poi generati alcuni spin-off: oltre a Baroque Shooting e Baroque Typing per Microsoft Windows, nel 2000 è stato pubblicato per PlayStation Baroque Syndrome, videogioco d'avventura che costituisce di fatto un preludio ai fatti narrati nel gioco. Il titolo ha inoltre ispirato un manga edito da Gangan Comics.

## Modalità di gioco
Il titolo si presenta quale un GdR a metà strada tra un roguelike ed un dungeon crawler, caratterizzato dunque dall'elaborazione casuale di mappe di gioco e creature nemiche all'interno d'un enorme complesso labirintico di dungeon, cioè gli svariati piani della Neuro Tower (l'ambientazione di gioco principale), per cui v'è prevista la morte permanente - e perciò il doverne ricominciare daccapo tutta la partita - ogni qualvolta il giocatore dovesse venir sconfitto in battaglia.
Il mondo di gioco è poi totalmente tridimensionale, benché mostri e personaggi siano invece resi come dei semplici sprite 2-D, e l'interfaccia di gioco prevede una visuale in prima persona con telecamera fissa, in cui le statistiche del giocatore sono rappresentate da due misuratori che ne indicano rispettivamente i punti ferita ed i punti stamina, dei quali quest'ultimi prenderanno a diminuire costantemente non appena si metterà piede nella torre e, qualora s'esaurissero, anche quelli ferita comincerebbero a decrescere; è però possibile, per mezzo di cuori e carni ingeribili dal giocatore e reperibili nei vari livelli, ripristinarne i quantitativi (casomai poi se ne dovessero assumere a barre ancora piene, i rispettivi quantitativi massimi ne verrebbero incrementati su un'invariabile base fissa).
Caratteristica saliente che ne contraddistingue il gameplay però, oltre al fatto d'aver un grado di difficoltà parecchio elevato, è proprio la sua particolare dinamica della morte permanente; anziché far terminare l'intera partita e costringere perciò ad avviarne daccapo un'altra, il giocatore viene invece semplicemente rimandato all'ingresso della Neuro Tower, privato di tutto l'equipaggiamento procacciatosi fino ad allora, senza però interruzioni di sorta, come se il tutto si fosse svolto in maniera consequenziale; infatti, la morte permanente del giocatore viene presentata come una meccanica interna alla sua stessa trama, risultandone addirittura un modo per condurne l'andamento e per sbloccare elementi di lore, tramite delle sequenze di ricordo riprodotti tra una morte e l'altra e dialoghi inediti coi personaggi vari, e nuove aree di gioco (la stessa planimetria della Neuro Tower può mutare sulla scorta d'una determinata condotta avuta dal giocatore nel corso del gioco).
Il giocatore ha poi a propria disposizione un inventario limitato, che come s'è detto gli verrà automaticamente svuotato ad ogni sua morte, ma gli è possibile però riporre armi, accessori e oggetti in appositi contenitori, chiamati le "sfere della consapevolezza", - all'inizio in grado di custodirne fino a cinque pezzi soltanto, ma se ne possono incrementare la capienza soddisfando determinati requisiti - sparpagliati in alcuni piani della torre che, facendo appunto capo ad alcuni dei personaggi non giocanti, consentiranno al giocatore di salvarsi dei pezzi d'armamentario per ogni qualvolta si ricomincerà la presa della Neuro Tower. I consumabili poi, al momento del proprio rinvenimento, non presentano mai delle descrizioni delle loro proprietà, costringendo dunque ad un continuo "" da parte del giocatore; alcuni possono pure rivelarsi oggetti offensivi se lanciati contro il nemico.
Per quanto ne riguarda poi il rifacimento per PS2/Wii, al di là del fatto d'aver ovviamente una grafica, un character design ed una colonna sonora del tutto rivisti per l'occasione, non vi presenta però delle differenze sostanziali nella trama e nel suo gameplay, se non per una visuale in terza persona, con tanto di movimento analogico, e per l'aver dei sistemi di combattimento e personalizzazione del personaggio tarati maggiormente sulla meccanica dei GdR d'azione.